# Къдроглав пеликан
Къдроглавият пеликан (Pelecanus crispus) е птица от семейство Пеликанови (Pelecanidae). Среща се и в България – в биосферен резерват Сребърна, защитена местност Калимок-Бръшлен и в Персински блата.
Птиците с най-голям клюн са пеликаните. Те са и едни от най-едрите летящи птици на Земята. Костите на огромния клюн, както и на целия скелет, имат множество кухинки, пълни с въздух. Това ги прави леки, без да намалява здравината им. Под долната си челюст пеликаните имат огромна кожна торба, в която поместват уловената риба.

## Разпространение и местообитание
Освен в Сребърна, пеликани в Европа гнездят още само на 3 места – по Волга, делтата на Дунав и в Гърция.
Пеликаните обитават крайбрежията на големи водни басейни, богати на риба, като повечето се срещат край реки и езера.

## Начин на живот и хранене
Хранят се с риба – каракуда, шаран, бабушка, червеноперка.

## Размножаване
Женската снася 2 – 3 бледосини яйца, които се мътят 2 седмици. Перата на малките поникват за 10 дни.
Гнездото на къдроглавите пеликани е построено от тръстикови стъбла и листа. Отвътре е застлано с меки пера и листа. Родителите хранят малките си с полусмляна риба. През размножителния период торбичките им стават ярко червени, което ги прави още по-красиви.

## Природозащитен статут
- Червен списък на световнозастрашените видове (IUCN Red List) – Уязвим (Vulnerable VU)[3]

## Допълнителни сведения
Къдроглавите пеликани гнездят из биосферния резерват „Сребърна“. Там може да се види на живо как пеликаните ловят риба. През 2008 година колонията пеликани губи своите малки, защото диви прасета им унищожават яйцата и е трябвало да мътят нови, затова пеликанчетата се излюпили по-късно.
Към 2023 година в България има няколко колонии на къдроглави пеликани – Сребърна, блато Песчина, Мъртво блато и ЗМ Калимок-Бръшлен.

## Снимки и видео
- Снимки на къдроглав пеликан
- Хранене на къдроглав пеликан